# Tonguç Baykurt
Tonguç Baykurt (* 31. Januar 1962 in Ankara) ist ein deutscher Regisseur und Drehbuchautor türkischer Abstammung.

## Leben
Tonguc Baykurt kam 1978 im Alter von 16 Jahren nach Deutschland. Er studierte im Ruhrgebiet zunächst Mathematik und Mineralogie. Nach dem Vordiplom entschied er sich jedoch gegen den Wunsch seiner Mutter für einen künstlerischen Werdegang und begann 1982 in Dortmund Grafikdesign zu studieren. Anschließend hat er als Art-Director bei der Werbeagentur Springer & Jacoby gearbeitet. Tonguç Baykurt wurde für seine Arbeiten für Werbung mehrfach vom Art Directors Club ausgezeichnet.
Tonguc Baykurt verwirklichte 1997 seinen ersten Kurzfilm „Finger Weg!“, mit dem er sich auch für ein Filmstudium an der Universität Hamburg bewarb. Ab 1998 studierte er  bei Hark Bohm und beendete sein Studium im Jahr 2000 an der heutigen Hamburg Media School. Sein Abschlussfilm Jan-Yusuf (2000) handelt von der bevorstehenden Beschneidung eines deutsch-türkischen Jungen. Als Teil der Kinderfilmkompilation Ausreißer (2006) schaffte es der Film Jahre später noch einmal in die Kinos. Weitere Kurzfilme Baykurts liefen auf diversen Festivals und wurden mehrfach ausgezeichnet. Neben Drehbüchern schreibt er auch Geschichten für Kinder und Jugendliche.
Tonguc Baykurt hat unter anderem auch literarische Arbeiten seines Vaters Fakir Baykurt illustriert.

## Werk

### Einordnung ins Werk des Autors
Dachkammerflimmern (Anthologie)
Verlag: Dölling und Galitz; Auflage: 1 (17. Juni 2015)
Kurzgeschichte: "Zusammen"
ISBN 978-3862180752

## Filmografie

### Kurzfilme
- 1997: Finger Weg! (Drehbuch, Regie)
- 1998: Emmis Geburtstag (Regie)
- 1998: Gruftwächter (Regie)
- 1999: Tuareg (Regie)
- 2000: Jan Yusuf (Drehbuch, Regie)
- 2009: Die Piraten von Övelgönne (Regie)
- 2009: Ich schaff’ das! (Regie)
- 2010: Déjà-vu (Regie)
- 2010: Mädchen (Regie)
- 2010: Voll in die Pfanne (Regie)
- 2010: Heißkalt (Regie)
- 2011: Was es ist (Regie)
- 2012: Einlanger Tag (Regie)
- 2014: Skate Love (Regie)
- 2014: Bumm! (Regie)
- 2015: Soundbox (Regie)
- 2018: Mutprobe (Regie)
- 2018: Musik der Stadt (Regie)
- 2019: Hin und Weg (Regie)
- 2020: Lockdown (Regie)
- 2021: Schattenkinder (Regie)
- 2022: Der Auftrag (Regie)

### Dokumentarfilme
- 1999: Frauenknast Hahnöfersand (Kamera, Regie)
- 2008: Liebeslieder (Regie)
- 2010: Schön ist es, auf der Welt zu sein (Regie)